# Sara Fazilat
Sara Fazilat (* 23. Februar 1987 in Teheran) ist eine deutsche Schauspielerin.

## Leben und Ausbildung
Sara Fazilat, geboren in Teheran, ist eine Schauspielerin, Produzentin und Drehbuchautorin.
Nach dem Abitur in Bremen setzte Sara Fazilat ihre Ausbildung an renommierten Institutionen fort. Ihr Schauspielstudium führte sie an die Royal Academy of Dramatic Art und die Guildhall School of Music and Drama in London. Nach ihrer Rückkehr nach Deutschland im Jahr 2012 schrieb sie sich an der Deutschen Film- und Fernsehakademie Berlin (DFFB) für Filmproduktion ein und erhielt daraufhin ein Stipendium an der Columbia University in New York. Bereits vor ihrem Studium konnte Sara Fazilat auf verschiedenen Theaterbühnen Erfahrungen sammeln und war in zahlreichen Kurz- und Spielfilmen zu sehen. Ihre Leistungen fanden Anerkennung, als sie 2017 für das Berlinale Talents Programm ausgewählt wurde.
Im Fernsehen ist Fazilat regelmäßig präsent und hat in Serien wie Die Füchsin, Check Check, Der Überfall und Counterpart mitgewirkt, wobei sie Seite an Seite mit Größen wie J.K. Simmons agierte.
Ihr Spielfilm Nico, bei dem sie als Produzentin, Hauptdarstellerin und Co-Autorin fungierte, fand weltweit bei Festivalpublikum und Kritikern Anerkennung. Der Film, der rassistische Angriffe thematisiert, feierte internationale Premiere auf dem Shanghai International Film Festival und wurde auf namhaften Festivals wie dem Frameline Film Festival San Francisco, Melbourne Queer Film Festival, und vielen anderen gezeigt. Der Film wurde 2021 in den Spielfilm-Wettbewerb des 42. Filmfestivals Max Ophüls Preis eingeladen, während Fazilat in der Kategorie Bester Schauspielnachwuchs ausgezeichnet wurde. Im Jahr darauf erhielt sie für Nico den Bayerischen Filmpreis als beste Nachwuchsdarstellerin.
Sara Fazilat setzt sich auch aktiv für die Gleichstellung in der Filmindustrie ein. Seit 2020 ist sie im Vorstand von Pro Quote Film und gründete im gleichen Jahr ihre eigene Produktionsfirma, THIRD CULTURE KIDS. Sie wurde für das Rotterdam Lab 2022 und das Cannes Producers Network 2022 eingeladen und war Mitglied der Berlinale-Jurys. Zudem war sie Senior Advisor, Referentin und Kuratorin an der Harvard University für die German American Conference. 
Ihr Film Nico wurde für den Deutschen Filmpreis 2022 nominiert und gehörte zu den neun Filmen, die von German Films für den Oscar nominiert wurden.
Im Jahr 2022 wurde ihr Film Holy Spider beim Filmfestival von Cannes ausgezeichnet, als Dänemarks Oscar-Beitrag 2023 ausgewählt und erhielt zahlreiche Auszeichnungen bei den Danish Film Academy Awards.
Bei dem diesjährigen FIRST STEPS AWARD fungierte Fazilat als Gastgeberin. 
Sara Fazilat lebt in Berlin.

## Filmografie (Auswahl)
- 2007: Obscurity Voyage
- 2007: Nosferatin
- 2008: Rote Schuhe
- 2009: Ungeheuer
- 2009: Tatort – Familienaufstellung
- 2010: Khodahafezi
- 2011: Stillstand
- 2011: Geh Deinen Weg
- 2011: Die Relativitätstheorie der Liebe
- 2012: Salon
- 2012: Saturntage
- 2013: Puppe
- 2013: Alarm für Cobra 11 – Die Autobahnpolizei (Fernsehserie, 1 Folge)
- 2013: Stempel
- 2015–2016: Einfach Rosa (Filmreihe, 4 Folgen)
- 2015: Großstadtrevier – Glück im Spiel
- seit 2015: Die Füchsin (Fernsehreihe)
  - 2015: Dunkle Fährte
  - 2017: Spur auf der Halde
  - 2018: Spur in die Vergangenheit
  - 2019: Im goldenen Käfig
  - 2019: Schön und tot
  - 2021: Treibjagd
  - 2021: Romeo muss sterben
- 2016: Dimitrios Schulze
- 2016: Wenn man den Arm hoch hält, geht es manchmal
- 2017: SOKO Wismar – Herzschmerz
- seit 2017: Der Kommissar und … (Fernsehreihe)
  - 2017: Der Kommissar und das Kind
  - 2020: Der Kommissar und die Wut
  - 2021: Der Kommissar und die Eifersucht
  - 2024: Der Kommissar und die Angst
- 2017: Harter Brocken: Der Bankraub
- 2018: HERRliche Zeiten
- 2018: Tanken – mehr als Super (Fernsehserie)
- 2019–2021: Check Check
- 2019: Was gewesen wäre
- 2020: Kein einfacher Mord
- 2021: Sportabzeichen für Anfänger
- 2021: Nico
- 2021: Polizeiruf 110: Sabine
- 2021: Die Drei von der Müllabfuhr – Operation Miethai
- 2021: Tatort: Wer zögert, ist tot
- 2021: Der Überfall
- 2021: Barrys Barbershop
- 2022: Holy Spider
- 2022: Alle für Ella
- 2022: Tausend Zeilen
- 2023: Kroymann (Satiresendung, Kroymann und das liebe Geld)
- 2023: 5 Seasons – eine Reise
- 2023: Reset – Wie weit willst du gehen?
- 2024: Alle die Du bist
- 2024: Münter & Kandinsky

## Auszeichnungen
- 2021: Filmfestival Max Ophüls Preis 2021: Bester Schauspielnachwuchs für Nico
- 2021: Bayerischer Filmpreis als beste Nachwuchsdarstellerin in Nico